# كلمات وصور (فلم)
كلمات وصور (بالإنجليزية: Words and Pictures) فيلم دراما، رومانسي، وكوميدي، إنتاج مشترك أمريكي - كندي - أسترالي للمخرج الأسترالي فريد شبيسي  عام 2013 من تأليف السيناريست جيرالد دي بجيو. الفيلم من بطولة كليف أوين، جولييت بينوش، وكيجان كونور تريسي وتدور الأحداث حول الحوار الدائر بين الشاعر والكاتب جاك مدرس مادة الكتابة، والفنانة التشكيلية دينا، عن الشيء الأكثر صدقًا: الكلمات أم الصور؟
عرض الفيلم في قسم "العرض التقديمي غالا" في مهرجان تورنتو السينمائي الدولي 2013، ورشح لجائزة الجمهور لأفضل فيلم روائي (للمخرج: فريد شبيسي ) في مهرجان بالم سبرينغز السينمائي الدولي 2014.
عرض الفيلم لأول مرة عالمياً في كندا 7 سبتمبر 2013 (مهرجان تورونتو السينمائي الدولي)، ثم في الولايات المتحدة الأمريكية بتاريخ 9 يناير 2014 (مهرجان بالم سبرينغز السينمائي الدولي)، ثم  3 أبريل 2014 (مهرجان دالاس السينمائي الدولي). كما عرض بمهرجانات سينمائية أخرى.
صدر إلى دور العرض الأمريكية في 23 مايو 2014.
منح موقع قاعدة بيانات الأفلام على الإنترنت (IMDB) الفيلم درجة 6.6/ 10.

## طاقم التمثيل
كليف أوين: في دور جاك ماركوس
جولييت بينوش: في دور دينا ديلسانتو
بروس دافيسون: في دور والت
نافيد نجهبان: في دور راشد
ايمي برينمان: في دور إلسبيث
فاليري تيان: في دور إميلي
آدم دي ماركو: في دور سوينت
جوش سيتوبا: في دور كول باترسون
جانيت كيدر: في دور سابين
كريستيان شايدر: في دور توني
ديفيد لويس: في دور توم
كيجان كونور تريسي: في دور إيلين 

## أحداث الفيلم
تقع مدرسة كرويدن في ولاية ماين الأمريكية وتقوم بتوظيف معلمين محترفين لدوراتها المتقدمة مثل جاك ماركوس (كليف أوين) الكاتب والشاعر لتدريس مادة الكتابة المتقدمة. جاك مدرس جيد يلهم طلابه، ويوضح لهم دائما كيف أن بعض الكلمات والعبارات المختارة بعناية يمكن أن تحفز خيال المستمع لإنتاج صور ذهنية حية. يعترض جاك على الطريقة التي تم بها اختطاف عقول الشباب النامية من خلال الانحرافات المملة للأدوات التقنية الحديثة. يبدو أن جاك مصاب بالحالة التي تصيب أغلب الكتاب وتسمى "قفلة الكاتب" ولم يؤلف أي كتاب منذ عدة سنوات، وهو رئيس تحرير المجلة الأدبية للمدرسة، والتي تخطط إدارة المدرسة لإغلاقها لأسباب تتعلق بالميزانية. جاك مدمن كحول ويصل إلى العمل متأخرًا بشكل مزمن وهو على وشك أن يُطرد، وهو مطلق وله ابن بالغ من زواجه الأول، ولكنه لا يتواصل معه بسبب شرب الخمر وعدم مسؤوليته العامة.
تم توظيف دينا ديلسانتو (جولييت بينوش) حديثا بالمدرسة، وهي فنانة وتقوم بتدريس فصل الفنون المتقدمة، الذي يضم نفس طلاب فصل الكتابة الخاص بجاك. كانت دينا رسامة ناجحة في مدينة نيويورك، وأصبحت تواجه صعوبة في الرسم أو حتى المشي والمشاركة في الأنشطة اليومية بسبب التهاب المفاصل الروماتويدي الحاد، ولم يعد بإمكانها ربط الأزرار أو فتح زجاجات الدواء أو حمل فرش الطلاء. انتقلت إلى ولاية ماين، حيث تعيش أختها ووالدتها، لكي يتمكنوا من مساعدتها خلال فترات تفاقم التهاب المفاصل. وبصفتها معلمة، فهي تسعى إلى الكمال ولا تهتم بالحياة الشخصية لطلابها. إنها تريدهم ببساطة أن يركزوا على إنشاء أفضل الأعمال الفنية الممكنة. توضح لهم الفرق بين اللوحات التي تظهر فقط الحرف اليدوية واللوحات التي تثير المشاعر أيضًا. تكافح من أجل الرسم مرة أخرى من خلال التغلب على قيودها الجسدية بالإضافة إلى صعوباتها الفنية الخاصة. قامت أخيرًا بإنشاء عمل فني جيد. تعلن دينا عن ازدرائها التام للكلمة المنطوقة والمطبوعة، وتصر على أن الصور المعروضة فنياً هي الوسيلة الإعلامية الوحيدة ذات القيمة للتعبير عن "الحقيقة".
يحدث جدال بين جاك ودينا حول الشيء الأهم، "الكلمات أو الصور"، وينجذب الطلاب إلى هذا الصراع وتوافق دينا على جعل طلابها يساهمون بأعمالهم ورسوماتهم الفنية في مجلة جاك الأدبية. يتقرر أن يكون هناك اجتماع يقدم فيه كل جانب عرضًا تقديميًا يناقش قضية "الكلمات والصور". تتأثر إدارة المدرسة مع كل هذا النشاط وتقرر الاحتفاظ بخدمات جاك.
يبدأ جاك في التقرب لدينا عاطفياً وينجح، ولكن خلال ليلتهم الأولى معاً يثمل جاك بعد تناول كمية كبيرة من الفودكا ويحطم بتهور أحدث لوحات دينا. كما يعترف بسرقة قصيدة من ابنه، ويبدو فاشل أخلاقياً حتى أن دينا لا تغفر له وتطردته وتخبره بنهاية هذه العلاقة. يسارع جاك ويعترف بالسرقة الأدبية لمجلس المدرسة ويقدم استقالته، ويطلب فقط الاستمرار لبقية العام وإقامة برنامج الحرب بين الكلمات والصور. يمنحه المجلس طلبه، ويقام لقاء المبارزة بين الكلمات والصور وتقول طالبة: "ما فائدة الكتاب بلا صور"، ويتصالح جاك ودينا.

## استقبال الفيلم
بلغ إجمالي إيرادات فيلم "كلمات وصور" 2.171.257 دولارًا في الولايات المتحدة و 1.175.000 دولارًا في الأقاليم الأخرى، لإجمالي عالمي قدره 3.346.257 دولارًا أمريكيًا.
منح موقع "الطماطم الفاسدة" الفيلم تقييماً مقداره 43% بناءاً على آراء 95 ناقداً سينمائياً، وكتب إجماع نقاد الموقع: "في حين أن جولييت بينوش وكليف أوين غير متطابقين بالتأكيد في "كلمات وصور"، لم يتم تقديم الكثير من خلال سيناريو الفيلم الذي تم ظهوره بشكل غير ملائم."
منح موقع "ميتاكريتيك" الفيلم تقييماً مقداره 49% بناءاً على آراء 26 ناقداً سينمائياً.
منح الناقد السينمائي أودي هندرسون، مسئول موقع "روجر إيبرت"، الفيلم نجمة ونصف فقط وكتب: "للأسف، فشلت "الكلمات والصور" في تصوير كلا الاسمين الفخريين. سيناريو جيرالد دي بيجو ("السيناريست الظاهرة ") مليء بالحوار الفرعي، والشخصيات أحادية البعد، مشاهد تنتمي لفيلم مختلف، مشاهد أخرى تنتمي إلى سلة المهملات، خطايا "كوميديا رومانسية" متعددة للكليشيهات وفكرة مشوهة ومطاردة لما يشكل الرومانسية. عندما تكون فكرة البطل عن مصطلح حب البطلة هي "أنت الكلبة الجليدية ذات القلب البارد"، يتساءل المرء عما سيقوله إذا كان غاضبًا منها."
كتبت ديبورا يونغ من صحيفة هوليوود ريبورتر: "شيبيسي، الذي كان فيلمه الأخير مقتبسًا عن فيلم "عين العاصفة"، استنادًا إلى فيلم استرالي كلاسيكي، هو جنرال يحشد الممثلين كالجنود لإضفاء العمق العاطفي على أي نوع من السيناريوهات تقريبًا. وفي هذا الفيلم تأخذ العناصر البشرية المقدمة، وتأتي الرومانسية متأخرة بشكل يائس. لا يعني ذلك أن الكيمياء غير موجودة بين أبطال الفيلم، أوين وبينوش، التي نادرًا ما كانت تبدو جميلًة جدًا على الشاشة، حتى وإن كانت تلعب دور امرأة تعاني من إعاقات جسدية. كان من الغريب ذلك المشهد عندما يضرب الأثنين القش وكأنه ارتداد إلى الثلاثينيات، بما في ذلك مقطعًا ضخمًا ينتهي مع الأبقار في السرير مع سحب الملاءات إلى أعناقهم، قائلين كم كان كل شيء رائعًا."
منحت الكاتبة كلوديا بويج من الصحيفة اليومية (USA Today) فيلم "كلمات وصور" ثلاث نجوم ونصف من أصل أربعة وذكرت: "فيلم مدروس حول الأفكار - الإبداع، قوة اللغة وبلاغة العناصر المرئية - يعرض عرضين لا تشوبهما شائبة ممتلئين بالحيوية. يلعب كلايف أوين دور جاك ماركوس، مدرس اللغة الإنجليزية في مدرسة إعدادية مبتذلة، الذي يأسف على الطبيعة الاختزالية لوسائل التواصل الاجتماعي. جولييت بينوش هي دينا ديلسانتو، رسامة تعبيريّة إيطالية المولد ومدرّبة فنون في مدرسة النخبة نفسها في نيو إنجلاند. كلاهما يشعر بخيبة أمل من الحياة والتعليم، ولا يعاني أي منهما الحمقى. متوترين وغاضبين ولكن لهما جاذبية."
منح كايل سميث، من صحيفة نيويورك بوست، الفيلم نجمة واحدة من أصل أربعة نجوم وكتب: "القدرة على التنبؤ تستتبع أسلوب الكوميديا الرومانسية في الثمانينيات، إنها كلمات، إنها صور، هل تفهمها؟ حيث يتظاهر الجميع أن الحوار الفظيع ذكي."

## وصلات خارجية
https://elcinema.com/work/2037247/ كلمات وصور (فيلم)
https://www.imdb.com/title/tt2380331/ كلمات وصور (فيلم)
https://mubi.com/films/words-and-pictures كلمات وصور (فيلم)
https://letterboxd.com/film/words-and-pictures/ كلمات وصور (فيلم)
https://www.filmaffinity.com/us/film603722.html كلمات وصور (فيلم)
https://www.blu-ray.com/Words-and-Pictures/317389/ كلمات وصور (فيلم)
https://www.allocine.fr/film/fichefilm_gen_cfilm=209523.html كلمات وصور (فلم)
https://www.allmovie.com/movie/words-and-pictures-v587449 كلمات وصور (فلم)
https://www.themoviedb.org/movie/214075-words-and-pictures كلمات وصور (فلم)